# 花魁譚
花魁譚 (Tales of a Courtesan (Oirantan)) は、秋吉敏子＝ルー・タバキンビッグバンドのアルバムである。

## 収録曲
全て穐吉敏子の作編曲である。
1. ロード・タイム・シャッフル (Road Time Shuffle)  - 6分24秒
2. 花魁譚 (Tales of a Courtesan (Oirantan))  - 9分8秒
3. ストライヴ・フォー・ジャイヴ (Strive for Jive)  - 7分44秒
4. アイ・エイント・ゴナ・アスク・ノー・モア　(I Ain't Gonna Ask No More)  - 6分5秒
5. インタールード (Interlude)  - 4分12秒
6. ヴィレッジ (Village)  - 11分5秒

## 演奏メンバー
- ボビー・シュー (Bobby Shew)  - トランペット
- スティーヴン・ハフステッター (Steven Huffsteter)  - トランペット
- マイク・プライス (Mike Price)  - トランペット
- リチャード・クーパー (Richard Cooper)  - トランペット
- ジム・ソウヤー (Jim Sawyer) （トラック3・6） - トロンボーン
- ビル・ライケンバック (Bill Reichenbach) （トラック1・2・4・5） - トロンボーン
- チャーリー・ローパー (Charlie Loper)  - トロンボーン
- ブリット・ウッドマン (Britt Woodman)  - トロンボーン
- フィル・ティール (Phil Teele)  - バストロンボーン、コントラバストロンボーン
- ディック・スペンサー (Dick Spencer)  - アルトサックス、フルート、クラリネット
- ゲイリー・フォスター (Gary Foster)  - アルトサックス、ソプラノサックス、フルート、クラリネット
- ルー・タバキン (Lew Tabackin)  - テナーサックス、フルート、ピッコロ
- トム・ピーターソン (Tom Peterson)  - テナーサックス、アルトフルート、クラリネット
- ビル・パーキンス (Bill Perkins)  - バリトンサックス、アルトフルート、バスクラリネット
- ピーター・ドナルド (Peter Donald)  - ドラム
- ドン・ボールドウィン (Don Baldwin)  - ベース
- キング・エリソン (King Errison)  - コンガ
- 穐吉敏子 - ピアノ